# Pistîn, Cosău
Pistîn (în ucraineană Пістинь) este o comună în raionul Cosău, regiunea Ivano-Frankivsk, Ucraina, formată numai din satul de reședință.

## Demografie
Componența lingvistică a comunei Pistîn
     Ucraineană (99,77%)
     Alte limbi (0,23%)
Conform recensământului din 2001, majoritatea populației comunei Pistîn era vorbitoare de ucraineană (99,77%), existând în minoritate și vorbitori de alte limbi.